# The Cosmos Rocks
The Cosmos Rocks ist ein Gemeinschaftsalbum von Queen und Paul Rodgers, das im September 2008 erschien. Es ist das einzige Studioalbum des Musikprojektes Queen + Paul Rodgers sowie das erste gemeinsame Album der verbliebenen Queen-Mitglieder Brian May und Roger Taylor seit Made in Heaven (November 1995), dem dreizehn Jahre zuvor veröffentlichten letzten Studioalbum der Band in Originalbesetzung.

## Hintergrund
Einige Monate nach Abschluss der 2005 gestarteten weltweiten Tourneen von Queen + Paul Rodgers begannen im Herbst 2006 die Arbeiten für ein Studioalbum. Die jeweils mehrwöchigen Aufnahmesessions fanden in Roger Taylors Studio in Surrey statt und dauerten bis 2008. Gemastert wurde das Album Anfang August.
Brian May, Paul Rodgers und Roger Taylor sangen und spielten sämtliche Instrumente selbst; einzig im Song C-lebrity steuerte Taylor Hawkins von den Foo Fighters zusätzliche Backing Vocals bei. Die Hauptstimme sang größtenteils Rodgers. Das stilistische Spektrum des Albums beinhaltet unter anderem Hard Rock, Bluesrock und Balladen.
Als erste gemeinsame Studioveröffentlichung von Queen + Paul Rodgers erschien Ende 2007 die Ballade Say It’s Not True kostenlos auf der offiziellen Band-Website und anschließend als Single zugunsten von Nelson Mandelas 46664-AIDS-Benefizprojekten. Anfang September 2008 wurde der ebenfalls von Roger Taylor komponierte Hardrocktitel C-lebrity als Vorab-Single ausgekoppelt. In den deutschsprachigen Ländern erschien das Album The Cosmos Rocks bereits am 12. September 2008, an dem auch die Europa-Tournee von Queen + Paul Rodgers mit einem Open-Air-Konzert vor 350.000 Zuschauern in der Ukraine begann. Drei Tage danach, am 15. September, kam das Album in den meisten weiteren Ländern heraus; in Nordamerika wurde The Cosmos Rocks von Hollywood Records erst Ende Oktober veröffentlicht.
Das Trio widmete das Album Freddie Mercury; dem nicht an den Aufnahmen beteiligten Queen-Bassisten John Deacon sowie Paul Kossoff, dem Gitarristen von Rodgers ehemaliger Band Free, dem in den Liner Notes an vorderster Stelle gedankt wird. Das Album-Cover gestaltete Richard Gray, der seit 1986 für das Design sämtlicher Alben von Queen verantwortlich zeichnet. Die Bilder stammen vom Fotografen Edgar Martins.
Das Album erschien im Wesentlichen in drei unterschiedlichen physischen Formaten: als CD, als limitierte Deluxe-Edition inklusive einer zusätzlichen DVD mit Live-Aufnahmen (siehe unten stehende Titel-Liste) sowie als Vinyl-Doppel-LP. Des Weiteren werden verschiedene Online-Ausgaben angeboten, bei iTunes mit exklusivem Bonus-Track.
Der im Rahmen der Nordamerika-Tournee 2006 live gespielte, von Paul Rodgers geschriebene Titel Take Love wurde ebenfalls im Studio aufgenommen, allerdings nicht fertiggestellt.

## Titelliste
Bei sämtlichen Stücken lautet die offizielle Autorenangabe „Queen + Paul Rodgers“. In Klammern sind die tatsächlichen Komponisten angeführt.
1. Cosmos Rockin’ (Taylor) – 4:11
2. Time to Shine (Rodgers) – 4:23
3. Still Burnin’ (May) – 4:03
4. Small (Taylor) – 4:39
5. Warboys (Rodgers) – 3:18
6. We Believe (May) – 6:07
7. Call Me (Rodgers) – 2:58
8. Voodoo (Rodgers) – 4:27
9. Some Things That Glitter (May) – 4:02
10. C-lebrity (Taylor) – 3:38
11. Through the Night (Rodgers) – 4:53
12. Say It’s Not True (Taylor) – 4:01
13. Surf’s Up … School’s Out! (Taylor) – 5:55
14. Small Reprise (Taylor) – 2:05

Als exklusiver Bonussong der iTunes-Ausgabe des Albums erschien eine Coverversion von Runaway, dem ursprünglich 1961 veröffentlichten größten Hit des US-amerikanischen Rock-’n’-Roll-Sängers Del Shannon.

## Special Edition mit Live-DVD
Die „Special Edition“ von The Cosmos Rocks beinhaltet die Bonus-DVD Super Live in Japan – Highlights. Dieser Live-Mitschnitt zeigt Ausschnitte aus dem Konzert in der Saitama Super Arena in der Nähe von Tokio am 27. Oktober 2005:
1. Reaching Out (Hill / Black)
2. Tie Your Mother Down (May)
3. Fat Bottomed Girls (May)
4. Another One Bites the Dust (Deacon)
5. Fire and Water (Rodgers / Fraser)
6. Crazy Little Thing Called Love (Mercury)
7. Teo Torriatte (Let Us Cling Together) (May)
8. These Are the Days of Our Lives (Queen)
9. Radio Ga Ga (Taylor)
10. Can’t Get Enough (Ralphs)
11. I Was Born to Love You (Mercury)
12. All Right Now (Rodgers / Fraser)
13. We Will Rock You (May)
14. We Are the Champions (Mercury)
15. God Save the Queen (Trad. Arr. May)

Die vollständige – 29 Lieder umfassende – Konzertaufnahme war 2006 ausschließlich in Japan als DVD mit dem Titel Super Live in Japan erschienen.

## Singleauskopplungen
| Jahr          | Titel             | Höchstplatzierung, Gesamtwochen, AuszeichnungChartplatzierungen (Jahr, Titel, , Platzierungen, Wochen, Auszeichnungen, Anmerkungen) | Höchstplatzierung, Gesamtwochen, AuszeichnungChartplatzierungen (Jahr, Titel, , Platzierungen, Wochen, Auszeichnungen, Anmerkungen) | Anmerkungen                             |
| Jahr          | Titel             | DE | UK | Anmerkungen                             |
| ------------- | ----------------- | --- | --- | --------------------------------------- |
| 2007          | Say It’s Not True | DE82 (3 Wo.)DE | UK90 (1 Wo.)UK | Erstveröffentlichung: 28. Dezember 2007 |
| 2008          | C-lebrity         | DE67 (2 Wo.)DE | UK33 (1 Wo.)UK | Erstveröffentlichung: 1. September 2008 |
| Promo-Singles |                   | | |                                         |
|               |                   | | |                                         |
| 2008          | We Believe        | — | — | Erstveröffentlichung: 2008              |

## Rezeption
Unter dem Titel I Loved a Butterfly veröffentlichte die britische Sängerin und Musicaldarstellerin Kerry Ellis 2010 eine Coverversion von Some Things That Glitter. Sie wurde von Brian May produziert, der auch akustische Gitarre spielte, und erschien auf Ellis’ Debütalbum Anthems. Während als Autoren von Some Things That Glitter (wie bei allen Liedern von The Cosmos Rocks) ‚Queen + Paul Rodgers‘ angegeben sind, ist bei I Loved a Butterfly als alleiniger Urheber Brian May genannt.
Die Sängerin und Musicaldarstellerin Martha Rossi nahm eine italienische Version von We Believe (Credimi) auf. Liedschreiber Brian May ist an der Gitarre zu hören. Rossis Version erschien 2011 auf ihrer EP Musica Sarà (Label Universal).

## Kommerzieller Erfolg

### Chartplatzierungen
| ChartsChartplatzierungen       | Höchstplatzierung | Wochen |
| ------------------------------ | ----------------- | ------ |
| Deutschland (GfK)              | 4 (7 Wo.)         | 7      |
| Österreich (Ö3)                | 11 (8 Wo.)        | 8      |
| Schweiz (IFPI)                 | 5 (7 Wo.)         | 7      |
| Vereinigte Staaten (Billboard) | 47 (2 Wo.)        | 2      |
| Vereinigtes Königreich (OCC)   | 5 (6 Wo.)         | 6      |

### Auszeichnungen für Musikverkäufe
| Land/Region                  | Auszeichnungen für Musikverkäufe (Land/Region, Auszeichnung, Verkäufe) | Verkäufe |
| ---------------------------- | ---------------------------------------------------------------------- | -------- |
| Russland (NFPF)              | Gold                                                                   | 10.000   |
| Vereinigtes Königreich (BPI) | Silber                                                                 | 60.000   |
| Insgesamt                    | 1× Silber · 1× Gold ·                                                  | 70.000   |

Hauptartikel: Queen (Band)/Auszeichnungen für Musikverkäufe